# Teleutias curtulus
Teleutias curtulus är en insektsart som beskrevs av Max Beier 1960. Teleutias curtulus ingår i släktet Teleutias och familjen vårtbitare. Inga underarter finns listade i Catalogue of Life.